# 웨일스의 국가
나의 아버지의 땅 또는 우리 아버지의 땅(웨일스어: Hen Wlad Fy Nhadau 헨 울라드 번 하다이)은 웨일스의 국가이다. 1856년 1월 하프 연주가인 제임스 제임스(James James)가 작곡했으며 그의 아버지인 에번 제임스(Evan James)가 작사했다.
범켈트주의에 따라 가까운 정체성을 가지는 프랑스 브르타뉴 지방에서 브르타뉴어로 번역된 버전이 브르타뉴의 국가(Bro Gozh ma Zadoù)로 쓰이고 있으며, 콘월 지역에서도 콘월어로 번역되어 비공식적인 콘월의 국가(Bro Goth Agan Tasow)로 사용되고 있다.

## 웨일스어가사
1
Mae hen wlad fy nhadau yn annwyl i mi,
Gwlad beirdd a chantorion, enwogion o fri;
Ei gwrol ryfelwyr, gwladgarwyr tra mâd,
Dros ryddid collasant eu gwaed.
후렴
Gwlad, gwlad, pleidiol wyf i'm gwlad.
Tra môr yn fur i'r bur hoff bau,
O bydded i'r hen iaith barhau.
2
Hen Gymru fynyddig, paradwys y bardd,
Pob dyffryn, pob clogwyn, i'm golwg sydd hardd;
Trwy deimlad gwladgarol, mor swynol yw si
Ei nentydd, afonydd, i mi.
후렴
3
Os treisiodd y gelyn fy ngwlad tan ei droed,
Mae hen iaith y Cymry mor fyw ag erioed,
Ni luddiwyd yr awen gan erchyll law brad,
Na thelyn berseiniol fy ngwlad.
후렴

## 해석

### 영어
The land of my fathers is dear to me,

Country of poets and singers, celebrities indeed:

Its warring defenders, so gallant and brave,

For freedom their life's blood they gave

Country, Country, faithful I am to my Country!

While seas secure

This land so pure,

O may our old language endure.

O land of the mountains, the bard's paradise,

Whose precipice, valleys are fair to my eyes,

Green murmuring forest, far echoing flood

Fire the fancy and quicken the blood

For tho' the fierce foeman has ravaged your realm,

The old speech of Wales he cannot o'erwhelm,

Our passionate poets to silence command,

Nor banish the harp from your strand.

### 한국어
나의 조상들의 오랜 땅, 나에게 가장 소중하여라.

시인들과 가인들, 그리고 명성있는 사람들의 땅이어라.

용맹한 전사들과 위대한 애국자들이

이 땅의 자유를 위해 피를 흘렸노라.

조국이여, 조국이여, 나는 진심으로 조국에 맹세하노라.

바다가 이 순수한 땅을 지키는 한

우리의 옛 언어가 오래토록 살아있기를.

오랜 산들의 땅 웨일스여, 시인들의 천국이여,

모든 골짜기와 절벽은 내 눈에 가장 아름답구나.

나라를 사랑하는 마음에, 매력적인 속삭임이

그대의 시냇물과 강으로부터 나에게 울리는도다.

만약 적의 발 밑에서 우리 땅이 습격당할지라도

웨일스의 오랜 언어는 여느 때와 같이 살아남으리라.

시인은 반역자의 공포스런 손에 굴하지 않으리니,

우리의 땅에서 아름다운 하프 소리 끊이지 않으리라.

## 같이 보기
- 브르타뉴의 국가
- 콘월의 국가